# Arhopala atra
Arhopala atra är en fjärilsart som beskrevs av Evans 1957. Arhopala atra ingår i släktet Arhopala och familjen juvelvingar. Inga underarter finns listade i Catalogue of Life.